# Oscurità d'Oro
Oscurità d'Oro (金色の闇?, Konjiki no Yami) (il nome è in codice), nota anche come Yami o Eve (nome reale), è un personaggio principale della serie di anime e manga To Love-Ru, scritto da Hasemi Saki e disegnato da Kentarō Yabuki. Yami è risultata essere il terzo personaggio preferito dei fan di To Love-Ru, subito dietro a Lala Satalin e Haruna Sairenji nel sondaggio biannuale indetto dallo Shōnen Jump, rivista nella quale è stata pubblicata settimanalmente la serie.
Nella versione anime della serie è doppiata dalla seiyuu Misato Fukuen.
Yami è anche un personaggio principale della serie manga To Love-Ru Darkness, spin-off di To Love-Ru pubblicato su Jump Square sempre da Saki e Yabuki. In questa serie viene rivelato che il suo vero nome è Eve.
Il personaggio di Yami costituisce un richiamo a Black Cat, precedente serie manga di Yabuki, essendo una ripresa di Eve.
Nella serie, Oscurità d'Oro è descritta come l'assassina più letale della sua galassia che viene assunta per uccidere il protagonista Rito Yuuki, ma invece finisce per sviluppare sentimenti e innamorarsi di lui, trasferendosi in pianta stabile sulla Terra e diventando la migliore amica di Mikan Yuuki, la sorella di Rito.
Sebbene inizialmente descritta come un personaggio secondario ricorrente nella serie originale To Love-Ru, diventa una delle protagoniste femminili nel sequel, To Love-Ru Darkness, con la maggior parte della sua trama centrale che ruota attorno al personaggio.

## Introduzione
Oscurità d'Oro viene introdotta nella serie all'inizio del quinto volume. Il suo compito è quello di assassinare Rito, su ordine di Lacospo.
Quest'ultimo, infatti, è uno dei molti spasimanti di Lala, e punta a conquistare la mano di Lala eliminando Rito. Fortunatamente per il ragazzo, Lala e Zastin accorrono in suo aiuto, e riescono a far capire a Yami che Lacospo l'ha ingannata. L'alieno, infatti, aveva fatto credere a Yami che Rito fosse una persona ignobile che mirava a sedurre Lala con lo scopo di conquistare Deviluke e governare sull'intera galassia.

## Storia
Eve è un'arma vivente, creata "al termine della sesta guerra galattica" dalla dottoressa Tearju Lunatique, che la clonò "partendo da alcune delle sue cellule sfruttando il potere della scienza". La dottoressa accudì amorevolmente la ragazzina nei primi anni di vita, crescendola come un normale essere umano e donandole un'infanzia felice. Un giorno, però, Tearju sparì per mano di una misteriosa organizzazione, che prese in custodia la bambina e la rese un'assassina, lucrando sulla sua abilità nel corso della lunghissima guerra galattica (è presumibile che a questo periodo risalga il soprannome "Oscurità d'Oro" assegnato alla ragazza). Quando però Deviluke ridusse la galassia sotto il proprio potere, ponendo termine al conflitto, l'organizzazione fu interamente distrutta dall'assassino Kuro, e Oscurità d'Oro iniziò a vivere senza più legami con nessuno.

## Aspetto fisico
Oscurità d'Oro appare come una graziosa ragazzina dai lunghi capelli biondi e gli occhi rossi. È alta 153 cm e pesa 45 kg. Le sue misure sono 75-52-77. Veste un peculiare battle dress nero, costituito da due copriavambracci, un abito formato da un corpetto, una minigonna e uno strascico, e due fermacapelli (che le conferiscono un aspetto felino); porta quattro lacci stretti a ciascuna gamba, e altri sono presenti nel vestito, il quale ha inoltre un'apertura a forma di croce sullo sterno. Queste caratteristiche fanno di lei un personaggio dark lolita, con richiami allo stile nekomimi.
Occasionalmente, e soprattutto in To Love-Ru Darkness, la vediamo indossare abiti diversi, come l'uniforme scolastica della scuola di Sainan.
Quando la trasformazione Darkness è stata attivata, il suo aspetto (soprattutto il vestito) è cambiato drasticamente: aveva artigli affilati rossi su tutte le dita e due corna nere sulla testa, e indossava un completo molto più succinto e provocatorio (era perfino scalza).
Nell'adattamento anime, nonostante abbia l'aspetto di una ragazza di 14 anni, Yami ha in realtà 24 anni secondo i calcoli del suo pianeta perché la sua abilità di trasformazione ha rallentato il suo processo di invecchiamento.

## Poteri e abilità
Il superpotere distintivo di Oscurità d'Oro è la Trans-abilità, che le consente di trasformare ogni parte del suo corpo in armi o strumenti per il combattimento, grazie all'impiego di nanomacchine all'interno del proprio corpo. L'abilità più notevole è il controllo dei suoi lunghi capelli, al punto che può controllarne i movimenti, estenderli in lunghezza e farli diventare lame, pugni di pietra, mazze ferrate ecc.; tuttavia, in linea di principio, ogni parte del corpo può compiere la Trans: Yami può farsi crescere ali da angelo, aumentare la taglia del proprio seno (ma non lo fa perché sarebbe "d'intralcio") e persino modificare (per breve periodo) i propri abiti. Uno svantaggio dei suoi poteri è che se vengono usati in modo prolungato, la nanomacchine nel suo corpo si surriscaldano, e Yami rischia di perdere le forze e perfino svenire.
Oltre alla Trans-abilità, la ragazza ha eccellenti abilità nelle arti marziali, come prova un episodio sul pianeta Mistoa, nel corso del quale una misteriosa nebbia le impediva di adoperare i suoi poteri speciali. Le sue capacità di combattimento sono quasi paragonabili al suo potere di trasformazione, permettendole di difendersi nel caso non riuscisse a usarlo.
Nonostante il suo aspetto di ragazzina, Yami ha forza, resistenza, agilità e riflessi eccezionali. Le sue capacità atletiche le permettono di fare capriole, saltare molto in alto e schivare determinati impatti, ma non è in grado di schivare la goffaggine di Rito, che riesce sempre a inciampare su di lei a prescindere.
Yami è anche un'esperta di tattica, come dimostrato dall'osservazione dei suoi avversari e dal trovare qualsiasi tipo di debolezza, come essere a conoscenza della Demon Sword, Bladix, a prima vista o scoprire da sola il ruvido alieno Khameleon al resort sulla spiaggia di Tenjouin come un detective (a causa della lettura di troppi manga polizieschi, come sottolineato da Mikan).

## Personalità
Il carattere di Oscurità d'Oro doveva inizialmente essere simile a quello di Eve, ma è stato in seguito ridefinito per creare un personaggio autonomo; per usare le parole del maestro Yabuki:
Yami detesta le "persone ecchi", ossia i pervertiti lascivi (categoria nella quale, a suo parere, Rito rientra in pieno); ogni volta che si accorge di un personaggio maschile (di solito Rito o il preside) che vede il suo intimo o qualcos'altro di imbarazzante, ella non esita a usare la Trans per punirlo, al motto di "Odio le persone ecchi!  (エッチは大嫌い.?, Ecchi wa dai kirai.)" Inoltre, non sopporta le cose viscide.
Yami adora i taiyaki, che sembrano costituire gran parte della sua dieta durante l'intera serie; questa passione nasce in lei fin dal suo arrivo sulla Terra: dopo aver incontrato Rito, infatti, questi le offre un taiyaki, e da quel momento in poi quel dolce costituirà il suo unico e caratteristico nutrimento; sappiamo che frequentemente ne ordina venti per volta, e inoltre non esita a usarli come "condimento" in qualunque tipo di pietanza.
Sebbene sembri stoica, impassibile e introversa, Yami è piuttosto gentile, ma disposta ad attaccare chiunque la faccia arrabbiare. Dopo aver rotto il rapporto con Lacospo, decide di rimanere sulla Terra, dove si aggira per le strade di Sainan, presumibilmente per continuare la sua missione di assassinare Rito, anche se deve ancora farlo nonostante le numerose opportunità, suggerendo che lo dice come una scusa per rimanere sulla Terra, cosa che viene poi confermata. 
E' un'antieroina sempre calma e composta, con pochi alti e bassi emotivi e raramente cambia la sua espressione facciale. Sebbene sia educata, non parla molto e raramente si apre con gli altri. Essendo stata cresciuta come un'arma biologica, non aveva familiarità con concetti di amicizia, amore familiare o romanticismo. Tuttavia, toccata dalla genuina gentilezza di Rito, il suo atteggiamento si ammorbidisce gradualmente, anche se lo picchia ogni volta che si mette nei guai con lei. Nonostante questo, ha sviluppato una certa amicizia con sua sorella Mikan Yuki e sembra tenerla d'occhio, evidente quando lei e Mikan si sono scambiate i corpi e il preside tentò di palparla, spingendo Yami (nel corpo di Mikan) ad avvertirlo di non toccare Mikan e di sferrare un pestaggio selvaggio. Sebbene lei dica sempre che un giorno ucciderà Rito, diventa sempre più in dubbio che non lo farà mai. In effetti, sembra sviluppare dei sentimenti per Rito. Invece di picchiarlo come fa normalmente, arrossisce quando Rito la vede in costume da bagno e afferma "Non guardarmi con quegli occhi ecchi". Ciò è ulteriormente dimostrato quando Yami dice quasi a Rito che vuole che lui la "abbracci". Trascorre molto del suo tempo alla lettura di libri e riviste per comprendere meglio la cultura terrestre e imparare di più sulle emozioni.
A causa del suo passato oscuro e del mondo pericoloso in cui è sempre vissuta, Yami è abituata a dormire pochissimo e senza mai distogliere la guardia. La prima volta che Lala la invita a casa di Rito, in effetti, ella dorme in piedi in un angolo, e la sua abilità Trans si attiva automaticamente per proteggerla durante il sonno, senza nemmeno svegliarla.
Prima di diventare un'assassina, era una bambina giocosa e sorridente, in particolare quando era con Tearju, ma subì un cambiamento drastico quando fu lasciata nelle mani dell'organizzazione, che la trasformarono in una ragazza fredda. Tuttavia, passando molto tempo tra i terrestri, mostra un lato più felice e gentile e si apre di più intorno agli altri, specialmente a Rito, verso cui prova sentimenti di amore e odio. Yami è considerata una kuudere (una ragazza fredda, matura e distaccata, che generalmente nasconde il suo lato dolce rivelandolo a coloro di cui si fida o con cui ha un rapporto stretto).
In To Love-Ru Darkness, dopo essere stata convinta da Mikan, si iscrive alla Scuola Superiore Sainan (彩南高校) e diventa una compagna di classe del cast principale. Mikan le sta anche dando lezioni di cucina. Nonostante il suo normale aspetto stoico, è ovvio che si prende cura di Rito, ed è stato dimostrato che sta sviluppando ulteriori sentimenti per lui, anche se non abbastanza da rinunciare al pestaggio occasionale quando la tocca nelle parti intime. La sua nuova vita sembra essere già in pericolo quando Mea Kurosaki, una compagna di classe, si rivela essere la sua "sorellina", suggerendo che dovrà tornare nello spazio e adempiere al suo contratto di uccidere Rito. Quando l'ex rivale di Oscurità d'Oro, Azenda, assume il killer alieno Kuro per uccidere Rito, Yami lo salva da Kuro prima di confessargli il suo amore.

## Rapporto con Lala
Yami si scontra durante la sua introduzione con Lala, in quanto quest'ultima è intenzionata a salvare Rito, il suo "target" (come lo chiama sempre Yami, a motivo dell'incarico assegnatole da Lacospo).
Dopo le prime incomprensioni, Yami capisce di essere stata ingannata da Lacospo, e decide di sfidarlo assieme a Lala. Da questo momento nasce tra le due un rapporto di amicizia e rispetto: Yami infatti, riconoscendo l'alto grado ricoperto da Lala, si riferisce a lei come princess (プリンセス?, purinsesu), in quanto Lala è la principessa dell'impero di Deviluke, il pianeta sovrano della galassia.
Lala e Yami, in particolare, si sfidano due volte: la prima sfida, conseguente all'arrivo di Yami sulla Terra, viene ingaggiata da Lala in difesa di Rito, e si conclude con un sostanziale pareggio (le due si alleano contro il nemico comune Lacospo), benché Yami faccia intendere di non essere granché in difficoltà chiedendo a Lala di "finirla di giocare". La seconda sfida viene invece ingaggiata da Yami su commissione di Run e Tenjōin Saki, ed è in un certo senso più significativa: su richiesta di Yami, Lala non adopera le proprie invenzioni (a differenza della prima sfida), e le due combattono sul serio. Come conseguenza, l'intero edificio scolastico viene distrutto, e Saki e Run sono costrette ad annullare la commissione; il risultato della sfida è ancora un pareggio, dopo il quale Yami ringrazia Lala per l'"allenamento", affermando di essersi indebolita dopo l'arrivo sulla Terra.

## Rapporto con Rito
Yami è stata incaricata da Lacospo dell'omicidio di Rito, in quanto il ragazzo è il pretendente maggiore alla mano di Lala. Ascoltando le parole di Lala, però, Yami capisce che il suo target non è la persona malvagia che Lacospo le aveva fatto credere, bensì una persona gentile e capace di offrirle un dolce pur senza conoscerla. Per questo motivo, Yami non porta a termine il suo incarico, anche se continuerà a giustificare la sua permanenza sulla Terra con il mancato adempimento della missione.
Nel corso della storia, a Rito capita molte volte di finire per sbaglio addosso a Yami, oppure di incontrarla in situazioni equivoche e imbarazzanti: ciò scatena puntualmente l'ira della ragazza, con la conseguente nascita di gag e sviluppi comici (tipicamente, la punizione inflitta a Rito per la sua presunta spudoratezza). Con lo sviluppo della storia, tuttavia, Yami dà l'impressione di tenere sempre più a Rito, benché continuino a susseguirsi scene imbarazzanti per lei e per il protagonista. Dopo un sukiyaki party a casa Yuuki, Yami diventa amica di Mikan, e poco alla volta comincia ad aprirsi anche con gli altri. Interviene diverse volte in aiuto di Rito dopo che il ragazzo le salva la vita, prima adducendo il motivo che Rito è il suo target, e non può permettere che altri lo danneggino, ma in seguito arrivando a riconoscerlo come amico (pur senza ammetterlo). Dopo essersi scambiata il corpo con Mikan, capisce che cosa sia il calore umano grazie alle premure di Rito (che la crede sua sorella) e cambia definitivamente idea sul giovane. Sotto l'influsso del polline di Celine arriva quasi a baciarlo, ma Rito la ferma, dicendole, una volta finito l'effetto del polline, che per simili cose bisogna seguire il cuore, e non solo la curiosità. Episodi come questo, e il lungo tempo passato a fianco di Rito e degli altri, contribuiscono a trasformare radicalmente il carattere e la natura di Yami, che, da famigerata assassina che era, inizia a riconoscersi amata e integrata tra i terrestri, e capace di provare emozioni e sentimenti.
Nell'ottavo volume di To Love-Ru Darkness l'abilità oscura Darkness installata dentro Yami si attiva, rendendola immensamente più potente. Una nuova caratteristica data da questa trasformazione è che improvvisamente Yami diventa estremamente "ecchi" e ciò è un bug dovuto all'amore che in realtà nasconde anche a se stessa nei confronti di Rito. Mentre si trova in questa forma lo scopo principale di Yami è uccidere Rito come atto d'amore nei suoi confronti.
Una volta tornata normale Yami si rifiuta di ammettere i propri sentimenti d'amore e continua a trattare Rito come prima, pur sapendo che sia stato lui a salvarla in tutti i sensi. Col tempo inizia ad accettare di essere innamorata di lui e lo ammette parlandone con Mikan. Afferma che vorrebbe poter dire a Rito cosa prova, ma ogni volta che lo incontra le cadute assurde di quest'ultimo lo portano a palparla e così finisce sempre col tentare di picchiarlo. Mikan le consiglia così di non avere fretta e di dirlo a Rito quando le verrà naturale parlargli con onestà, perché altrimenti potrebbe rischiare di allontanarlo anziché conquistarlo.
Quando Kuro sta per uccidere Rito, Yami per difenderlo attiva spontaneamente Darkness riuscendo a controllarsi perfettamente, infatti riesce a disattivare l'abilità subito dopo il combattimento senza alcuno sforzo. Afferma che non è impazzita di nuovo perché, per trasformarsi, ha ricordato la sensazione provata la prima volta che ciò accadde e al tempo stesso, a differenza di quella volta, ha preso consapevolezza dei sentimenti che prova per Rito (i quali erano la causa del bug che si azionò la prima volta). Nello spiegare questo a Rito gli dice di aver compreso che lui è il suo target, ma quando Rito le fa notare che glielo ha sempre detto da quando si conoscono, Yami, arrossita, gli dice chiaramente che il target del suo amore. Rito rimane sconvolto per la confessione di Yami, ma quest'ultima non gli chiede di risponderle subito, invitandolo invece a tornare a casa da Mikan, la quale era molto preoccupata.

## L'arrivo di Mea e l'Operazione Darkness
In To Love-Ru Darkness fa la sua apparizione Mea Kurosaki, una misteriosa ragazza che si dichiara "unico membro della famiglia [di Yami]"; ella possiede infatti la Trans-abilità, ed è stata "creata utilizzando i dati [di Yami]". La sua missione, Operazione Darkness, è far tornare Yami la famigerata assassina di un tempo, perché possa adempiere alla missione affidatale da Lacospo e uccidere Rito.
A dare ordini a Mea è un oscuro individuo (nome in codice Nemesis), che arriva a ingaggiare un'altra assassina, Azenda, per costringere Oscurità d'Oro a combattere, e a rinnegare la propria amicizia con i terrestri; nel loro combattimento, infatti, Azenda controlla psichicamente Mikan, obbligando così Yami a scegliere tra la propria morte e quella dell'amica. Solo l'intervento di Momo salverà la situazione.
A seguito di questo episodio, Yami comprende una volta per tutte il valore dell'amicizia, e per la prima volta non esita ad ammetterlo apertamente.
Dopo varie avventure, grazie a Yami e a Rito anche Mea comprende cosa siano i sentimenti e trova il coraggio di rivelare a tutti la sua identità.

## Altre apparizioni
Yami è fortemente ispirata a Eve, un personaggio della precedente opera del maestro Yabuki Black Cat. Oltre ad assomigliarsi fisicamente, Yami e Eve condividono abilità, passione per i libri e altri aspetti del carattere; nel doppiaggio originale, la seiyuu Misato Fukuen doppia entrambi i personaggi. Come spiega il maestro Yabuki, l'intenzione era
Inoltre, l'astronave con cui Yami è giunta sulla Terra si chiama Lunatique, come Tearju Lunatique di Black Cat. Però questo potrebbe essere dovuto al fatto che anche in To Love-Ru la creatrice di Yami si chiama Tearju Lunatique.
In una successiva opera dello stesso Yabuki, la trasposizione in manga di Mayoi Neko Overrun!, compaiono molti richiami anche a To Love-Ru, e in una vignetta del capitolo 7 possiamo vedere un cameo di Oscurità d'Oro.